# Belonchamp
Belonchamp is een gemeente in het Franse departement Haute-Saône (regio Bourgogne-Franche-Comté) en telt 234 inwoners (2011). De plaats maakt deel uit van het arrondissement Lure.

## Geografie
De oppervlakte van Belonchamp bedraagt 6,8 km², de bevolkingsdichtheid is 34,4 inwoners per km².
De onderstaande kaart toont de ligging van Belonchamp met de belangrijkste infrastructuur en aangrenzende gemeenten.

## Demografie
Onderstaande figuur toont het verloop van het inwonertal (bron: INSEE-tellingen).